# Christine Stückelberger
Christine Stückelberger, född den 22 maj 1947 i Bern i Schweiz, är en schweizisk ryttare.
Hon tog OS-silver i lagtävlingen i dressyr i samband med de olympiska ridsporttävlingarna 1988 i Seoul.